# ماري هينتون (ممثلة)
ماري هينتون (1896 - 1979)، هي ممثلة مسرحية وسينمائية وتلفزيونية بريطانية، وُلدت باسم إميلي راشيل فورستر.

## وصلات خارجية
ماري هينتون (ممثلة) على موقع IMDb (الإنجليزية)
- ماري هينتون (ممثلة) على موقع قاعدة بيانات الفيلم (الإنجليزية)